# Markt van Nizjni Novgorod

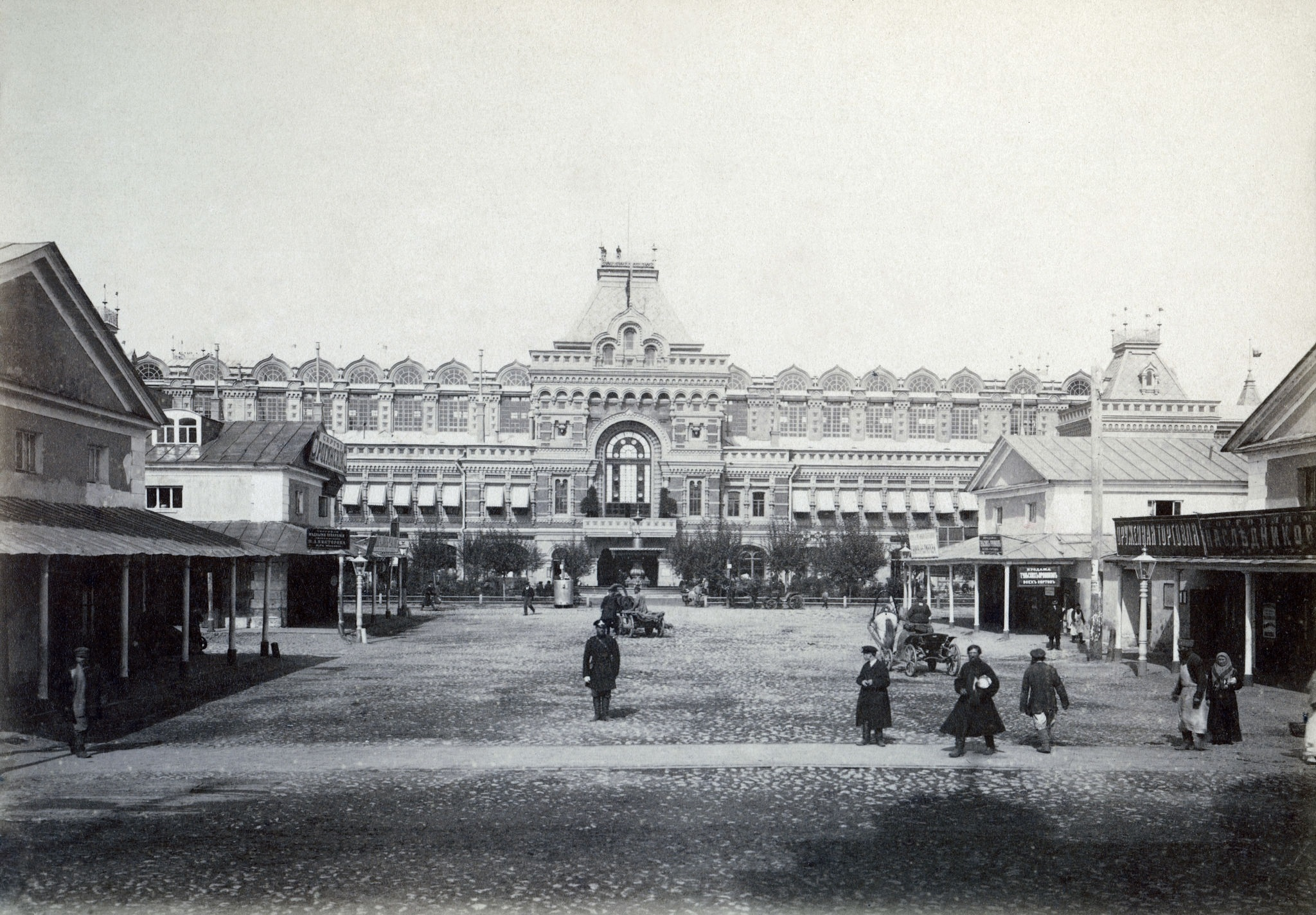
Gebouw van de Makarjevmarkt in Nizjni Novgorod eind 19e, begin 20e eeuw

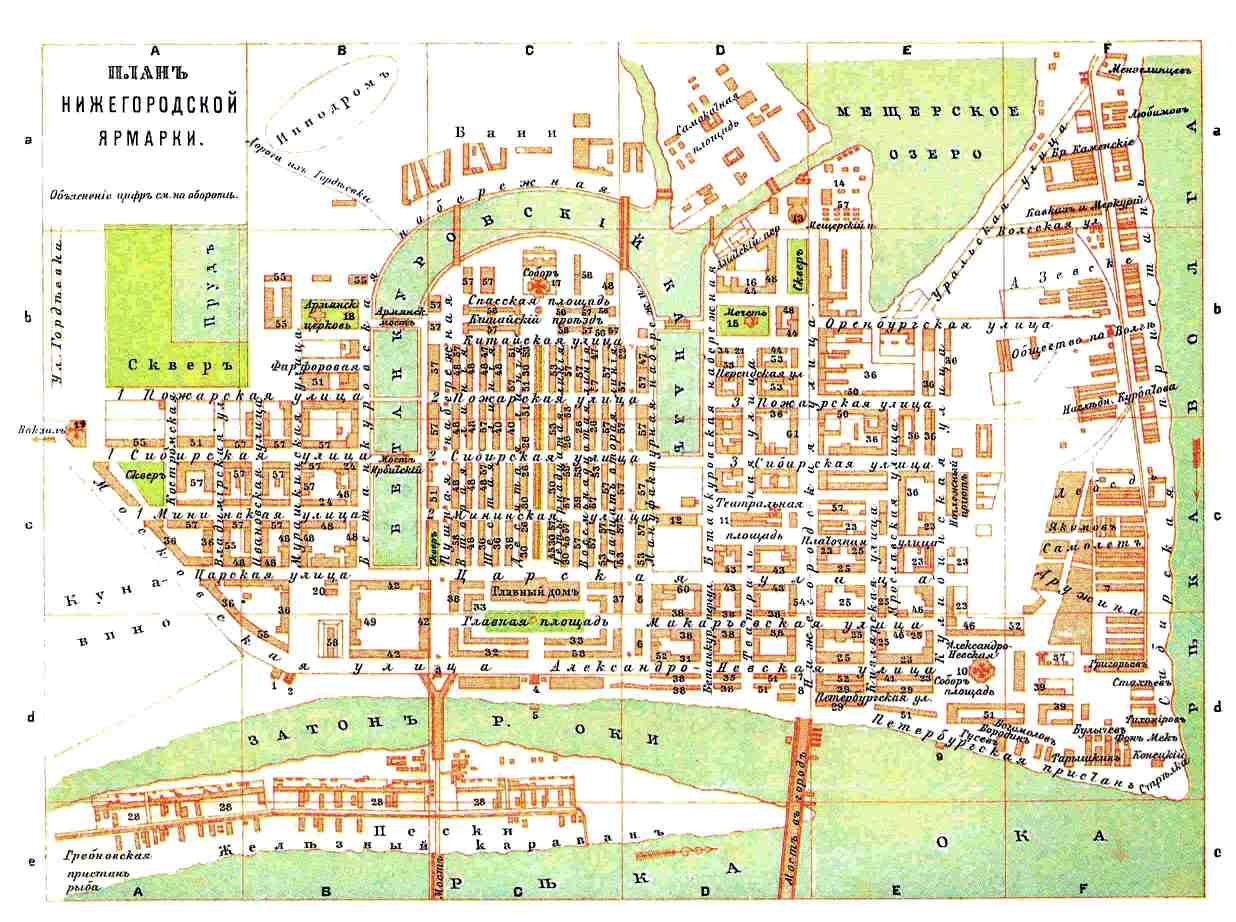
Kaart (19e eeuw)

De markt van Nizjni Novgorod (Russisch: Нижегородская ярмарка "jaarmarkt van Nizjni Novgorod"). Tot en met 15 juli 1822 - Makarjevmarkt was een markt die elk jaar werd gehouden in juli in de buurt van het Makarjevklooster op de linkeroever van de Wolga tussen het midden van de 16e eeuw (officieel erkend in 1651) en 1816. Na een grote brand werd de markt in 1817 verhuisd naar Nizjni Novgorod, waar architect M.M.Betancourt een nieuw marktgebouw liet bouwen aan de rand van de stad. De markt trok veel handelaren uit India, Iran en Centraal-Azië.
De markt vormde een handelscentrum dat tot de helft van alle in Rusland geproduceerde goederen verkocht en zorgde voor een grote groei van Nizjni Novgorod. In Rusland ontstond hierdoor het gezegde "Petersburg is het hoofd van Rusland, Moskou haar hart en Nizjni Novgorod haar zak" ("Петербург - голова России, Москва - ее сердце, а Нижний Новгород - карман").
Na de Russische Revolutie verdween de markt, maar in 1991 werd het gebouw van het handelscentrum herbouwd en is bezig met een herleving doordat er vele evenementen en tentoonstellingen worden gehouden.